# Sara Paxton
Sara Paxton (n. 25 aprilie 1988, Woodland Hills⁠(d), California, SUA) este o actriță, model și cântăreață americană. 

## Biografie
A crescut în California și a început să joace la o vârstă fragedă, ea figurează în multe roluri minore în ambele filme și emisiuni de televiziune, înainte de a crește în faimă în 2004, după ce a jucat rolul principal în serialul lui Darcy Wild Life și Sarah Borden în Summerland. Rolurile cele mai notabile ale Sarei au fost în filmele Sydney White (2007), Superhero Movie (2008), The Last House on the Left (2009), The Innkeepers (2011) .
Paxton, singurul copil, s-a născut pe 25 aprilie 1988 în Woodland Hills, Los Angeles, California, a ceea ce a descris ca fiind "o familie foarte mixtă". Tatăl ei, Steve, este de origine engleză, irlandeză, scoțiană și coborâre și este îndepărtată legată de actorul Bill Paxton. Mama ei, Lucia, s-a născut în Monterrey, Mexic, și a crescut în Ciudad Acuña. Mama Sarei este evreică și tatăl lui Paxton s-a convertit la iudaism la căsătorirea cu mama ei. Ambii părinți sunt medici stomatologi. 
În timpul copilăriei ei, Sara s-a pus pe spectacole și a vrut să efectueze, uneori îmbrăcată în costum și vin la școală ca un anumit personaj. A crescut în San Fernando Valley, alegând pentru a participa la un liceu public în loc de a accepta să facă școala acasă. Paxton absolvit El Camino Real High School din iunie 2006. 
Paxton a spus că participarea la colegiu a fost "foarte important", deoarece "este important să se extindă mintea ta". În 2006, Paxton a studiat la Universitatea din programul de studii de film California de Sud. Ea a menționat că ea ar dori să majore în administrarea afacerilor, cu un minor în istorie (ca ea este o "istorie fanatic") și de a începe o companie de producție. Paxton amânat planurile de a participa la colegiu, pentru că de fiecare dată când aliniat un program de clasă i sa oferit un alt film. Într-un interviu cu TeenHollywood 2009, Sara a indicat că a fost acceptată la mai multe școli și aproape studiat la Universitatea New York, dar ea a luat decizia de a nu merge și nu a avut nici planuri imediate de participarea la colegi.